# 마타노촌 (가나가와현 가마쿠라군)
마타노촌(일본어: 俣野村)은 1889년 4월 1일부터 1915년 8월 1일까지 존재했던 일본 가나가와현 가마쿠라군의 촌이다.

## 개요
가나가와현 가마쿠라군 서부, 사카이강 좌안(동안)에 위치한 촌이다.현재의 가나가와현 요코하마시 도쓰카구의 남부에 해당한다.

## 역사

### 마을 이름의 유래
합병 이전의 구무라명인 「카미마타노」 「히가시마타노」에 유래한다.
「마타노」는 사카이강의 양안에 걸쳐 퍼지는 지명으로, 강 건너 다카자군에는 「니시마타 노무라」가 있었다. 니시마타 노무라는 1889년(메이지 22년) 4월 1일에 타카자군 롯카이무라의 일부가 되어, 현재는 후지사와시 니시마타노가 되었다.

### 연혁
- 1889년 4월 1일 - 정촌제의 시행에 의해, 카미마타노무라, 히가시마타노촌, 야마타니 닛타 및 조마와리촌의 일부가 합병해 마타노촌이 성립하였다.
- 1915년 8월 1일 - 후지미 촌, 나가오 촌 중 고자쿠와 합병해 다이쇼 촌을 신설하여. 동일 마타노촌은 폐지되었다.
- 1939년 4월 1일 - 다이쇼촌이 요코하마시에 편입하였고, 같은 날에 설치된 도쓰카구의 일부가 되어 자치체는 소멸하였다.

## 교통

### 도로
- 도카이도 (현 국도 1호선)

## 참고 문헌
- 角川日本地名大辞典編纂委員会,『角川日本地名大辞典 神奈川県』1984, 角川書店* 小幡宗海編『神奈川文庫 第五集 百家明鑑』神奈川文庫事務所、1900年。